# Peugeot Type 181
Le Type 181 è un'autovettura di fascia medio-alta prodotta dal 1925 al 1928 dalla casa automobilistica francese Peugeot.

## Profilo
La vettura venne introdotta come alternativa lussuosa alle normali vetture di cilindrata intorno al litro e mezzo, rispetto alle quali andava un porsi un gradino più in alto. La Type 181 venne proposta in due livelli di allestimento, normale e B: quest'ultimo si differenziava dalla normale per il telaio a passo allungato di 7 cm. Il motore derivava dall'unità PG montata nella Type 177, ma nel caso della Type 181 la cilindrata era stata leggermente aumentata e portata a 1615 cm³. La potenza massima era di 40 CV, mentre la velocità massima era di 75 km/h.
Commercializzata dal 1925 ad un prezzo base di 24.500 franchi, la Type 181 venne inserita nel listino Peugeot tra la più economica Type 177 e la più lussuosa Type 176.
Dal 1926 venne proposta solo in versione a passo lungo, per meglio differenziarsi dal modello di fascia inferiore, il quale dal canto suo scese come cilindrata (da 1.5 ad 1.4 litri) proprio per meglio rimarcare le differenze tra due modelli inizialmente troppo simili.
Da quel momento in avanti non vi furono più novità di sorta, a parte l'arrivo di alcune nuove carrozzerie, come la coupé de ville, proposta nell'ultimo anno di commercializzazione. La Type 181 fu tolta di produzione nel 1928: dallo stabilimento di Audincourt, dove veniva assemblata, uscirono 9.259 esemplari, dei quali 650 furono a passo corto ed i restanti furono a passo lungo. A titolo di curiosità, vale la pena citare il fatto che la 100millesima Peugeot prodotta dalla Casa francese dall'inizio della sua attività fu proprio una Type 181. Infine, sempre come curiosità, la Type 181 fu una delle ultime Peugeot prodotte ad Audincourt.